# 河野一之
河野 一之（こうの かずゆき、1907年（明治40年）8月2日 - 2006年（平成18年）6月20日）は、日本の大蔵官僚、実業家。元大蔵事務次官。元太陽銀行頭取、太陽神戸銀行会長、三井住友銀行名誉顧問。

## 来歴・人物
広島県豊田郡忠海町（現・竹原市）生まれ。陸軍軍人だった父親が退官し東京で事業を始めたため、9歳から東京で育つ。東京府立四中を卒業。当時入試科目に英語のあった東高師附属には落ちてしまった。その後、第一高等学校を経て、1930年3月、東京帝国大学法学部法律学科卒業。1929年、高等文官試験行政科・司法科合格。1930年、大蔵省入省（大臣官房文書課）。1940年、主計局法規課長、1941年、決算課長、1943年、山住克己陸軍司政長官の下、陸軍司政官・南方軍軍政総監部付けとなり昭南（シンガポール）に1年余勤務。占領地域の財政金融を担当した。帰国後1945年3月、大蔵省復帰、主計局第一課長。
終戦後は、財政破綻状態のなか、1945年度予算の組み直しやGHQの費用（米軍駐留費など）を担当する終戦処理費、さらに警察予備隊創設費用など、戦後GHQ占領下の財政処理に奔走。1946年 主計局次長、1948年5月22日 大臣官房長兼主計局次長。1948年、昭和電工事件で福田赳夫主計局長が嫌疑を受け辞職したため、9月24日後任の主計局長に就任、1953年まで務めたが主計局長在任5年は戦後最長記録であった。1953年8月、大蔵事務次官就任。

### 退官後
1955年7月退官後、新設された日本住宅公団副総裁に転じその立ち上げに尽力。1957年、設立5年目の日本長期信用銀行副頭取に転じ1963年、池田勇人総理大臣の旧友・坂口芳久日本相互銀行社長が急逝したため、池田に要請され同銀頭取に就任。相互銀行会長就任の要請を度々受けたが辞退、理由は外国為替業務ができない（当時）などの問題で普通銀行に転換を決意したためだった。1968年、法律施行を受け同年12月、太陽銀行に改組させ頭取就任。商号は筆頭株主が太陽生命だったことに由来する。第一銀行頭取の長谷川重三郎の尽力により三段跳で相銀から都銀入りした。1973年、大蔵省の後輩・石野信一らと太陽神戸銀行合併を実現させ会長。のち、さくら銀行顧問、三井住友銀行顧問を務めた。
大蔵省同期には、渡辺武（後にアジア開発銀行初代総裁、財務官、大臣官房長）、小島宗高、内田常雄（管財局長。後の自民党幹事長、経企庁長官、厚相）、大庭次郎、松田一隆、吉田晴二（管財局長、銀行局長、印刷局長）ら、河野含め7人いる。また府立四中から一高同期には、佐々木直（後の日銀総裁）上村健太郎らがいた。
三井グループ総帥・小山五郎と並んでの財界長寿であった。晩年は病院の同室にあった通産官僚の家族にも保険の知識を講義するなど最後まで意気軒昂であった。
2006年6月20日午前8時56分、肺炎のため、東京都稲城市の病院で死去。98歳没。死後、従五位から従三位に昇叙された。

## 著書・参考文献
- 『財政雑話』大蔵財務協会、1950年。
- 『官庁会計実務要覧』学陽書房、1951年。
- 『予算制度』 (公務員選書 第1) 学陽書房、1952年。
- 『財経凹凸鏡』財務出版、1975年。
- 『私の履歴書』日経事業出版社 1982年12月。
- 乾豊彦、河野一之、鈴木剛、東条猛猪、田嶋一雄、三宅重光『私の履歴書 経済人〈21〉』日本経済新聞社、1986年12月。ISBN 978-4532030933。
  - 乾豊彦、河野一之、鈴木剛、東条猛猪、田嶋一雄、三宅重光『私の履歴書 経済人〈21〉』日本経済新聞社、2004年6月（復刻版）

| 官職              | 官職                                          | 官職              |
| ----------------- | --------------------------------------------- | ----------------- |
| 先代 舟山正吉     | 大蔵事務次官 1953年 - 1955年                  | 次代 平田敬一郎   |
| 先代 福田赳夫     | 大蔵省主計局長 1948年 - 1953年                | 次代 森永貞一郎   |
| 先代 森永貞一郎   | 大蔵省大臣官房長 1948年                       | 次代 渡邊武       |
| 先代 新設         | 大蔵省主計局次長 1946年 - 1948年              | 次代 阪田泰二     |
| 先代 正示啓次郎   | 大蔵省主計局総務課長 事務取扱 1947年 - 1948年 | 次代 北島武雄     |
| 先代 予算課を再編 | 大蔵省主計局総務課長 事務取扱 1947年          | 次代 正示啓次郎   |
| 先代 第一課を再編 | 大蔵省主計局予算課長 1946年                   | 次代 東條猛猪     |
| 先代 湯地謹爾郎   | 大蔵省主計局第一課長 1945年 - 1946年          | 次代 予算課へ再編 |